# 가계
가계(家計)는 경제활동의 결과 얻어진 대가를 수입원으로 하여 상품의 최종적 소비활동을 영위하는 경제주체이다. 구체적으로 세대를 단위로 하고, 세대는 생계를 같이하는 일단의 동거인을 총칭하는 개념이다. 
- 가정 가계의 인적 구성요소가 되는 가정이란 사회학에서 다루는 가족의 개념과는 다르다.

경제학에서 한정된 소비를 바탕으로 지출을 하는 가계의 특성에서 몇 가지 법칙을 유도하고 있는데, 소득이 높아질수록 총 지출에서 식료품비의 비중이 낮아진다는 엥겔의 법칙이나, 소득이 적을수록 총지출에서 주거비용이 차지하는 비중이 높아진다는 슈바베의 법칙 등 가계 등이다. 이러한 가계를 바탕으로 한 이론들은 근대경제학 소비이론의 중요한 전거로 불린다.